# Ейми Дженкинс
Ейми Дженкинс (на английски: Amy Jenkins) е английска сценаристка и писателка, авторка на произведения в жанровете трилър, драма и чиклит.

## Биография и творчество
Ейми Дженкинс е родена на 1963 г. в Лондон, Англия, в семейство на журналисти. Завършва Уестминстърското училище и следва право в Университетски колеж Лондон. След дипломирането си работи като стажант адвокат към адвокатска кантора.
Заедно с работата си започва да пише и през 1995 – 1997 г. по нейните сценарии са направени няколко епизода за адвокатския сериал „This Life“.
През 1998 г. излиза на екран първият ѝ филм – „Elephant Juice“, на който тя е и продуцент.
През 2000 г. е публикуван първият ѝ роман, трилърът „Меден месец“.
През 2002 г. е издаден чиклит романът ѝ „Смешният Свети Валентин“. Начинаещата журналистка Стиви се сблъсква с най-търсения мъж па планетата – най-нашумялата кинозвезда, което ще промени живота ѝ.
През 2004 г. се омъжва за журналиста Джонатан Хейууд. Имат син – Артър.
През 2007 г. пише за документалния филм „Daphne“ по случай 100-годишнината от рождението на писателката Дафни дю Морие.

## Произведения

### Самостоятелни романи
- Honeymoon (2000)
Меден месец, изд. „Весела Люцканова“, София (2001), прев. Маргарита Спасова
- Funny Valentine (2002)
Смешният Свети Валентин, изд. „Вектор: Парадокс“, София (2004), прев. Красимира Кирова

### Екранизации
- 1996 – 1997 This Life – ТВ сериал, 32 епизода
- 1998 Blink – кратък филм, автор и режисьор
- 1999 Elephant Juice – автор, съпродуцент
- 1999 Tube Tales – автор на част от текста и режисьор
- 2001 Last Legs – режисьор
- 2007 This Life + 10 – ТВ филм, съпродуцент
- 2007 Daphne – ТВ фил